# Don Carlos Buell

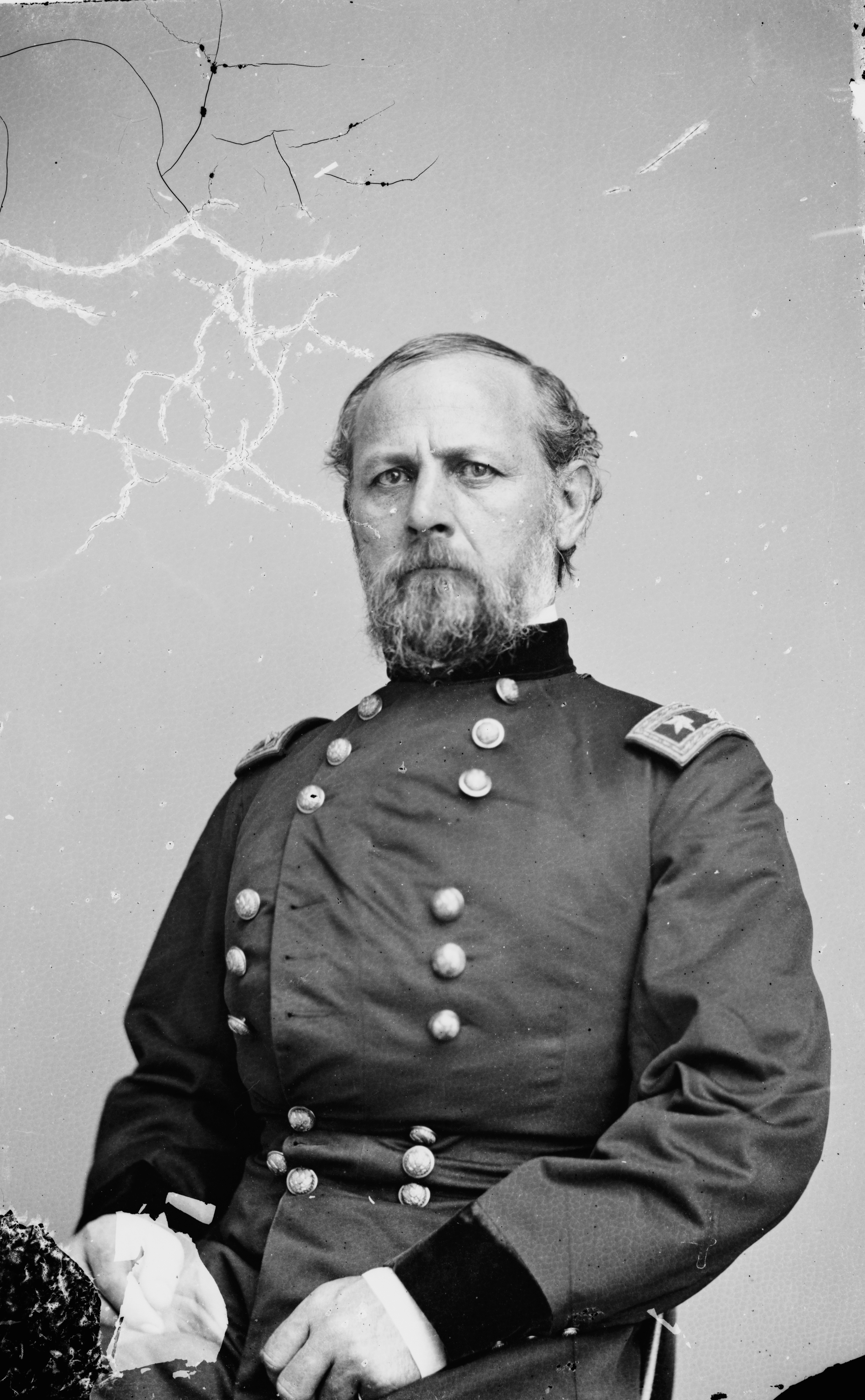
Generalmajor Don Carlos Buell

Don Carlos Buell (* 23. März 1818 in der Nähe von Marietta, Ohio; † 19. November 1898 in Rockport, Kentucky) war ein US-amerikanischer Offizier, der im Seminolenkrieg, im Mexikanisch-Amerikanischen Krieg und im Sezessionskrieg kämpfte.

## Überblick
Buell wurde in der Nähe von Marietta, Ohio, geboren und lebte vor dem Sezessionskrieg eine Zeit lang in Indiana. Er absolvierte die US-Militärakademie im Jahre 1841 und wurde Leutnant in der 3. US-Infanterie. Im Mexikanisch-Amerikanischen Krieg diente er unter den Generälen Zachary Taylor und Winfield Scott. Er wurde dreimal für Tapferkeit befördert und in der Schlacht von Churubusco verwundet. Zwischen den Kriegen diente er im Generalstab und als Adjutant in Kalifornien.

## Sezessionskrieg
Zu Beginn des Sezessionskriegs half er mit, die Potomac-Armee zu organisieren und kommandierte schließlich eine ihrer Divisionen. Im November 1861 folgte er William T. Sherman als Leiter des Militärdistrikts von Ohio (u. a. verantwortlich für die Army of the Ohio), um militärische Operationen im östlichen Tennessee zu leiten. Dieses Gebiet war unionsfreundlich und galt als politisch wichtig, um den Krieg zu gewinnen. Buell beachtete allerdings nicht seine Befehle und griff stattdessen Nashville an, das er am 25. Februar 1862 ohne großen Widerstand einnahm. Konföderierte Kräfte befanden sich zu dieser Zeit nicht in der Gegend, da sie Ulysses S. Grant bei Fort Henry und Fort Donelson (siehe Schlacht um Fort Donelson) Widerstand leisteten. Am 21. März wurde Buell zum Generalmajor der Freiwilligen befördert.
In der Schlacht von Shiloh am 6./7. April 1862 eilte er mit seiner Armee General Grants Tennessee-Armee zu Hilfe und schlug mit diesem die konföderierte Mississippi-Armee. Buell ging davon aus, dass sein Erscheinen Grant davor bewahrte, eine entscheidende Niederlage hinnehmen zu müssen. Grant, der die Angelegenheit anders sah, startete eine Kampagne gegen ihn, die Buells Karriere nicht förderlich war. Während der Schlacht von Corinth im Mai 1862 kämpfte Buell unter Henry Wager Halleck. Im Juni und Juli begann Buell einen Marsch mit vier Divisionen nach Chattanooga. Seine Nachschublinien wurden allerdings von konföderierter Kavallerie unter Nathan Bedford Forrest bei Murfreesboro unterbrochen und die Offensive stoppte.
Buell geriet während dieser Zeit immer mehr in politische Schwierigkeiten. Durch die frühere Übernahme von acht Sklaven von der Familie seiner Frau, ließen Unionsanhänger verbreiteten, dass Buell Sympathisant des Südens sei, weil er einer der wenigen Unionsoffiziere war, die selbst einmal Sklaven besessen hatten. Auch seine Anweisungen während der Militäroperation in Tennessee und Alabama, rücksichtsvoll mit der Zivilbevölkerung im Süden umzugehen, bescherten ihm neuen Ärger. Zum Eklat kam es, als am 2. Mai 1862 die Stadt Athens in Alabama von Unionssoldaten geplündert wurde. Der kommandierende Offizier, John Basil Turchin, wurde von Buell dafür verantwortlich gemacht und angeklagt. Dies führte zu hitzigen politischen Diskussionen, die Präsident Abraham Lincoln dazu veranlassten, Buell am 30. September 1862 durch den General George H. Thomas zu ersetzen. Dieser weigerte sich aber, den Posten zu übernehmen, und Buell behielt sein Kommando. John B. Turchin wurde zwar zum Ausscheiden aus der Armee verurteilt, aber vom Kriegsministerium wiedereingesetzt und zum Brigadegeneral befördert.
Im August 1862 griff der konföderierte General Braxton Bragg gemeinsam mit Edmund Kirby Smith Kentucky an, und Buell war gezwungen, sich nördlich an den Ohio River zurückzuziehen, um Louisville zu beschützen. Die konföderierte „Heartland“-Offensive wurde dann am 8. Oktober 1862 aufgehalten, als Buell mit Bragg die unentschiedene Schlacht von Perryville ausfocht. Bragg zog sich daraufhin nach Tennessee zurück, ohne dass Buell ihn verfolgte. Aufgrund dieser Entscheidung wurde Buell am 24. Oktober 1862 das Kommando entzogen und William S. Rosecrans übernahm die in Cumberland-Armee umbenannten Truppen.

## Ausscheiden aus dem Militärdienst
Die nächsten anderthalb Jahre blieb Buell unbeachtet in Indianapolis. Er hoffte darauf, dass eine Kommission ihn rehabilitieren würde. Seiner Meinung nach hatte er Bragg nur nicht verfolgt, weil die Versorgung seiner Truppen nicht gesichert war. Tatsächlich erhielt er nur einen milden Tadel, wurde aber am 23. Mai 1864 auf eigenen Wunsch aus dem Militärdienst entlassen. Ihm war zwar auf Vermittlung von General Grant noch ein Kommando angeboten worden, bei dem er unter Sherman oder Canby dienen sollte, da Buell aber ranghöher als diese beiden war, lehnte er es ab. Grant nannte diese Entscheidung in seinen Memoiren: „...die schlechteste Entschuldigung, die ein Soldat haben kann, um aus dem Dienst auszuscheiden.“

## Nachkriegszeit
Nach dem Krieg lebte Buell in Indiana und danach in Kentucky und arbeitete in der Kohle- und Eisenindustrie. Er wurde Präsident der Green River Eisenwerke. Er starb im Jahre 1898 in Rockport, Kentucky, und wurde in St. Louis, Missouri auf dem Bellefontaine Friedhof beigesetzt.